# Лейманис, Александр Оттович
Александр Лейманис (латыш. Aleksandrs Leimanis, 17 сентября 1913, село Гаврилово, Смоленская губерния — 17 июня 1990) — советский и латвийский кинорежиссёр. Народный артист Латвийской ССР (1973). Член КПСС с 1947 года.

## Биография
Окончил Государственный институт театрального искусства (1939), в разные годы работал в театрах Иркутска, Чебоксар, Семипалатинска, Омска.
После приезда в Латвию был режиссёром и главным режиссёром ряда театров Риги и Елгавы (1944—1953). Преподавал на театральном факультете Латвийской государственной консерватории им. Я. Витола, был руководителем кафедры актёрского мастерства (1971—1973).
С 1954 режиссёр Рижской киностудии. Мастер дубляжа, под его руководством переведено на латышский язык более пятидесяти фильмов.
Был женат на актрисе Латвийского академического театра драмы им. А. Упита Байбе Индриксоне (1932—2024) .
Умер в Риге, похоронен на Лесном кладбище.

## Награды и почётные звания
- 1973 — Народный артист Латвийской ССР

## Фильмография
Режиссёр, автор сценария:
- 1964 — Армия «Трясогузки» — режиссёр
- 1965 — «Тобаго» меняет курс — режиссёр
- 1968 — Армия «Трясогузки» снова в бою — режиссёр
- 1970 — Слуги дьявола — режиссёр, автор сценария
- 1972 — Слуги дьявола на чёртовой мельнице — режиссёр
- 1973 — Олег и Айна — режиссёр
- 1975 — В клешнях чёрного рака — режиссёр, автор сценария
- 1978 — Открытая страна — режиссёр, автор сценария

Актёр:
- 1972 — Слуги дьявола на чёртовой мельнице
- 1978 — Театр — эпизод
- 1979 — Незаконченный ужин — Могенсен
- 1979 — Ждите «Джона Графтона» — Бэк
- 1985 — Детство Бемби — Карус
- 1986 — Юность Бемби — Карус